# Pilar Molina Gaudó
Pilar Molina Gaudó es profesora titular en la Universidad de Zaragoza en el área de Tecnología Electrónica.

## Trayectoria
Ha ostentado varios puertos en el IEEE (Institute of Electrical and Electronic Engineers). En 1999 fundó el primer capítulo internacional del comité del Women in Engineering. Hasta 2005, fue miembro de este mismo comité, contribuyendo así al desarrollo y visibilización de la mujer en la ingeniería y estudiando la actualidad del ámbito de la ingeniería a nivel mundial.
En 1999 también fue socia fundadora de MUCIT (Asociación Aragonesa de Mujeres Científicas y Técnicas), de la cual fue presidenta hasta 2012. A partir de ahí ha realizado diversos estudios y acciones, entre ellos la puesta en marcha de la iniciativa Girls' Day, orientada a fomentar las vocaciones técnicas entre las jóvenes.
En 2004 obtuvo el título de Doctora, siendo la primera en su especialidad por la Universidad de Zaragoza. Su tesis doctoral fue la Contribución al modelado de dispositivos y a la extracción de parámetros para amplificadores clase E dirigida por Arturo Mediano Heredia.
En 2012 fundó la empresa Epic power, una spin-off de la universidad que se dedica a diseñar, producir y vender sistemas de recuperación de energía para ascensores y otros sistemas industriales y convertidores de potencia.

## Investigación
- Investigación en Amplificadores de Potencia de RF

Esta investigación se realizó en colaboración con otras dos personas.
A la par resultaba importante trabajar en otros aspectos de financiación del trabajo por medio de proyectos de transferencia con empresas y colaborando en proyectos públicos relacionados.
- Investigación en Conversión Eficiente de Energía

Desde 2005 hasta la actualidad ha sido miembro del Grupo de Electrónica de Potencia y Microelectrónica (GEPM) y ha trabajado en desarrollos de etapas, controles, modelos teóricos y otros aspectos relacionados con la conversión eficiente de energía. Más recientemente en la aplicación de una nueva tecnología de dispositivos de carburo de silicio.

## Publicaciones
- El mundo necesita ingenieras: ¿quieres ser una?. Universidad de Zaragoza, Prensas Universitarias de Zaragoza,. 2013. ISBN 978-84-15770-80-0.

## Premios y reconocimientos
- Premio Tercer Milenio 2017 a la Innovación Emergente.[5]
- Mención especial en Premio de Investigación BSH 2012.[6]